# Коста Сан Гало-Сантуарио (Бергамо)
Коста Сан Гало-Сантуарио је насеље у Италији у округу Бергамо, региону Ломбардија.
Према процени из 2011. у насељу је живело 46 становника. Насеље се налази на надморској висини од 665 м.